# Сёдермарк, Улоф Юхан
Улоф Юхан Сёдермарк (швед. Olof Johan Södermark; 11 марта 1790, Ландскруна, Швеция — 15 октября 1848, Стокгольм) — шведский живописец, график, скульптор, офицер шведской армии.

## Биография

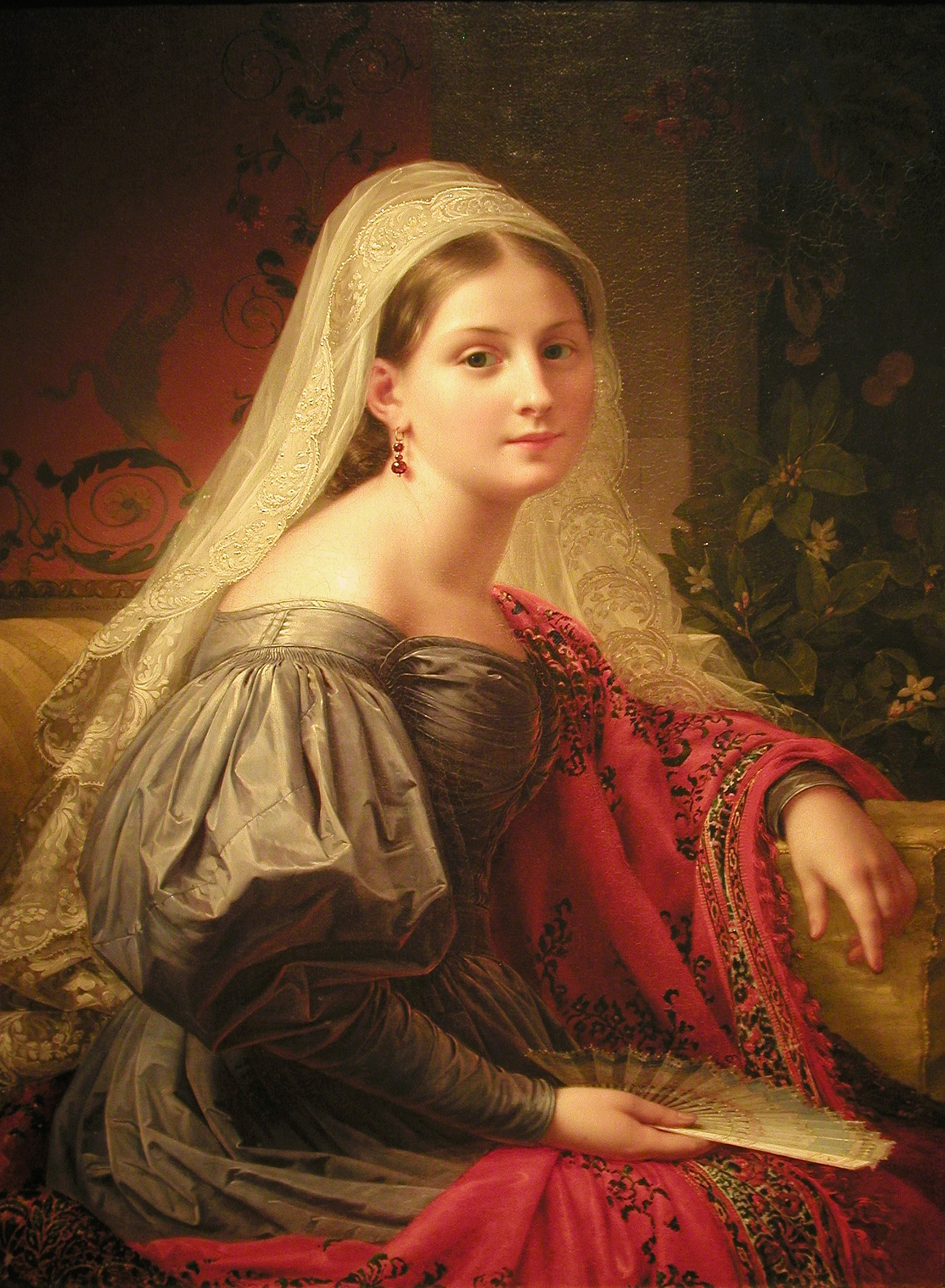
Женский портрет. Национальный музей Швеции

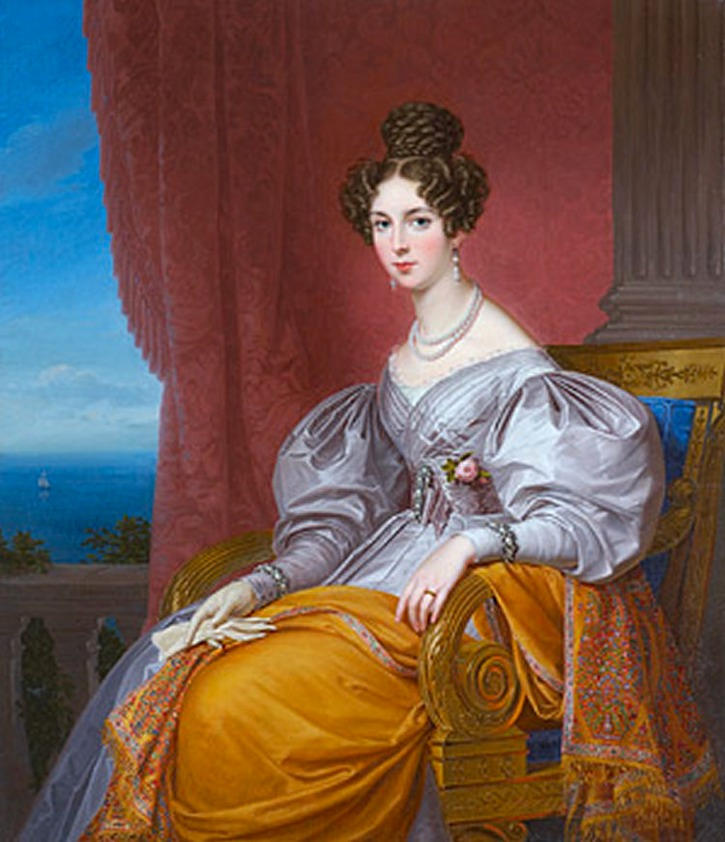
Портрет Жозефины Лейхтенбергской

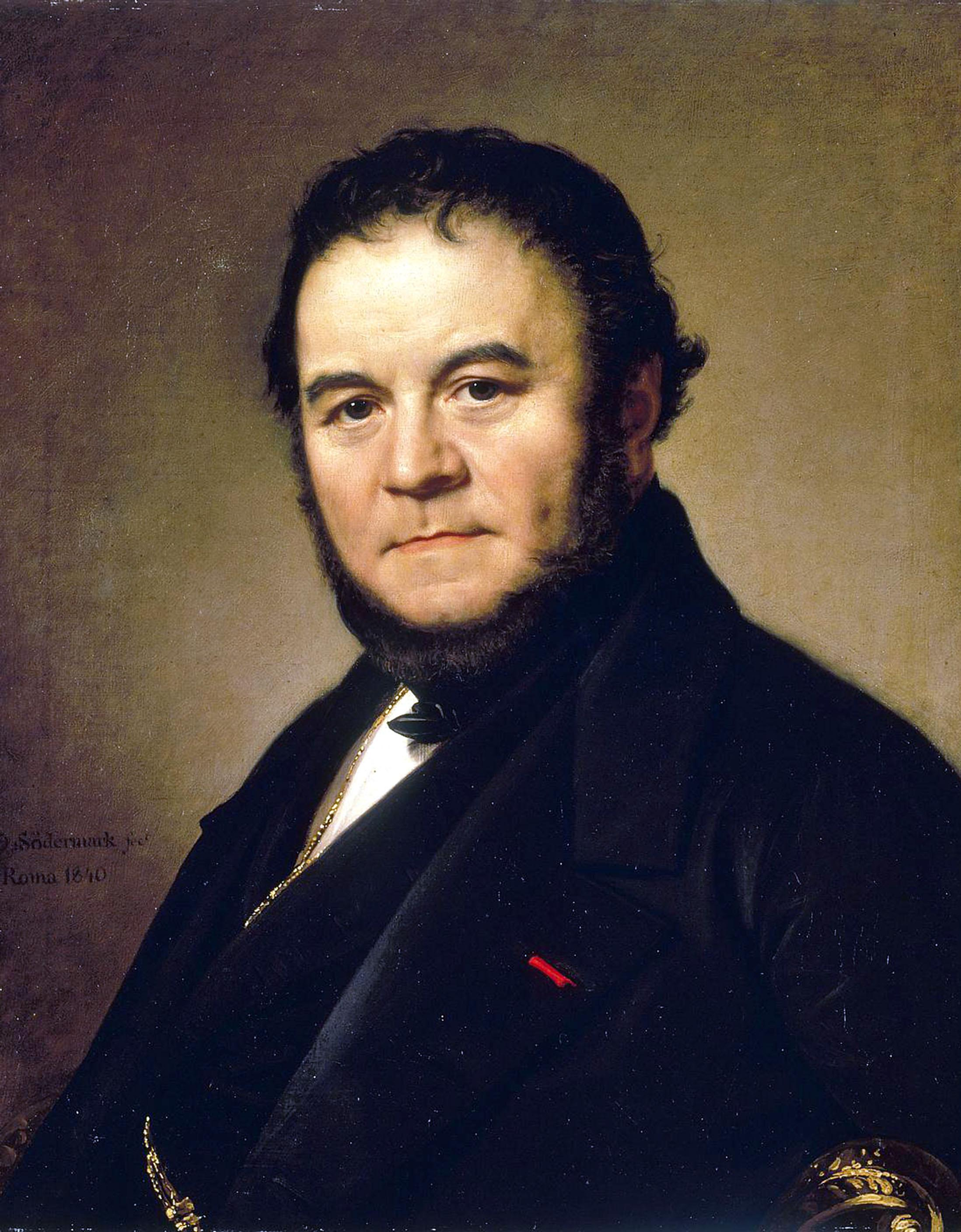
Портрет Стендаля

В 1808 году — унтер-офицер, картограф шведской армии. Позже служил адъютантом. Эксперт по топографии.
Участник наполеоновских войн. В 1813 году сопровождал шведскую армию в Германию, где участвовал в сражении у Гросберена и Битве народов.
Затем переведён в Норвегию, где в качестве офицера штаба в 1814 г. принял участие в Шведско-норвежской войне, был дважды ранен. Награждён медалью за храбрость, в 1816 году стал майором.
Затем посвятил себя художественной деятельности. В 1824 году покинул Швецию, чтобы обучаться живописи. Жил на вилле Мальта в Риме. В 1824—1825 годах жил в Париже, занимался изучением музейных ценностей. Затем отправился в Рим, где жил на вилле своего друга, скульптора Юхана Никласа Бюстрёма.
После возвращения в Швецию, в основном, был известен как художник-портретист.
Принимал участие в выставках в Королевской шведской академии художеств с самого начала своей военной карьеры, первая его персональная выставка состоялась в 1829 году. В том же году стал учителем топографии в Военной академии Карлберга.
Благодаря грантам б́ольшую часть времени в 1830-х годах путешествовал; посетил Париж, Рим, Мюнхен и Лондон. В 1832—1833 годах писал портреты членов королевской семьи и аристократии. После этого ушёл из академии.
Был женат на Марии Шарлотте Хазелиус, их сын Юхан Пер Сёдермарк (1822—1889) также стал художником-портретистом.